# Nikšić
Nikšić (in latino: Anderba, in cirillico: Никшић?) è la seconda città del Montenegro.
Nikšić si trova nell'omonima piana, ai piedi del monte Trebjesa. È il capoluogo dell'omonimo comune, che ha una popolazione di 72.443 abitanti ed è la più estesa del Paese. Dopo Podgorica è un importante centro industriale e culturale.

## Località
Gran parte della popolazione del comune è concentrata nel capoluogo, che con 56.970 abitanti rappresenta il 77% degli abitanti, nessun'altra località supera il migliaio di abitanti.
Il comune comprende 110 località:
| - Balosave - Bare - Bastaji - Bjeloševina - Bobotovo Groblje - Bogetići - Bogmilovići - Brezovik - Brestice - Broćanac Viluški - Broćanac Nikšićki - Bršno - Bubrežak - Busak - Vasiljevići - Velimlje - Vidne - Vilusi - Vir - Vitasojevići | - Višnjića Do - Vraćenovići - Vrbica - Vučji Do - Gvozd - Gornja Trepča - Gornje Polje - Gornje Crkvice - Gornje Čarađe - Goslić - Gradačka Poljana - Granice - Grahovac - Grahovo - Dolovi - Donja Trepča - Donje Crkvice - Donje Čarađe - Dragovoljići - Drenoštica | - Dubočke - Duga - Dučice - Zavrh - Zagora - Zagrad - Zaljutnica - Zaslap - Zlostup - Ivanje - Jabuke - Javljem - Jasenovo Polje - Jugovići - Kazanci - Kamensko - Klenak - Kovači - Koprivice - Koravlica | - Kunak - Kuside - Kuta - Laz - Liverovići - Lukovo - Macavare - Međeđe - Milojevići - Miločani - Miljanići - Miruše - Mokri Do - Morakovo - Nikšić - Nudo - Oblatno - Ozrinići - Orah - Orlina | - Petrovići - Pilatovci - Povija - Podbožur - Podvrš - Ponikvica - Počekovići - Praga - Prigradina - Prisoje - Rastovac - Riđani - Riječani - Rudine - Sjenokosi - Smrduša - Somina - Spila - Srijede - Staro Selo | - Stuba - Stubica - Tupan - Ubli - Carine - Cerovo - Crnodoli - Šipačno - Štedim - Štitari |

## Popolazione
Nikšić ha una popolazione di 58.212 abitanti.
Popolazione di Nikšić:
- 1981 - 50.399
- 1991 - 56.141
- 2003 - 58.212

Gruppi etnici (dati del 1991):
- Montenegrini (88,17%)
- Serbi (5,71%)
- Slavi musulmani (2,03%)
- Rom (1,07%)

Gruppi etnici (dati del 2003):
- Montenegrini (62,50%)
- Serbi (26,65%)

## Cultura
Nikšić è una città dalla ricca tradizione storico-culturale, sul cui territorio si trovano molti monumenti e reperti del periodo illirico e romano. Molti di questi reperti e documenti sono conservati nel museo cittadino, che insieme all'archivio e alla biblioteca, compongono il Centro culturale. Oltre a questo centro sono da annotare il teatro locale, l'istituzione pubblica Zahumlje e il centro per l'informazione - TV Nikšić, Radio Nikšić, TV Montena.
L'organizzazione di numerosi eventi letterari e poetici, la promozione dei libri, l'organizzazione di concerti di solisti e bande musicali, oltre a quelle di musica classica, l'organizzazione di serate teatrali, anche per i bambini, la pubblicazione di riviste per le scuole, sono solo una parte delle attività di tipo culturale che si svolgono in città.

## Economia
Nikšić è uno dei maggiori centri industriali del Montenegro. Miniere di ferro ("Nikšićka željezara"), bauxite, birrifici (Nikšićka pivara) ed altre ancora, sono concentrate in questa città.
Queste industrie sono riuscite a sopravvivere al collasso dell'ex Jugoslavia, anche grazie ad un processo di privatizzazioni che è ancora in corso, anche se i livelli occupazionali che possono garantire non sono gli stessi che nel passato. Per fronteggiare il problema l'economia locale si sta spostando verso la produzione di servizi.

## Infrastrutture e trasporti
La principale via di comunicazione per Nikšić è l'autostrada E762 che la collega a Podgorica, distante 55 km. Nikšić è anche al centro delle comunicazioni con la Bosnia ed Erzegovina, dato che è collegata con Foča a nord e con Trebigne a sud est. Da qui si arriva anche alla costa del Montenegro.
Nikšić è capolinea della ferrovia Nikšić-Podgorica, costruita a scartamento ridotto bosniaco nel 1947, successivamente convertita a scartamento ordinario e destinata ad esclusivo traffico merci. È stata riaperta al traffico passeggeri il 1º ottobre 2012 alla conclusione dei lavori di ristrutturazione.
In passato esisteva anche la ferrovia Hum-Trebigne-Nikšić.

## Sport

### Calcio
Le squadre principali della città sono il Čelik Nikšić e il Sutjeska Nikšić.